# Grigori Petrowitsch Danilewski

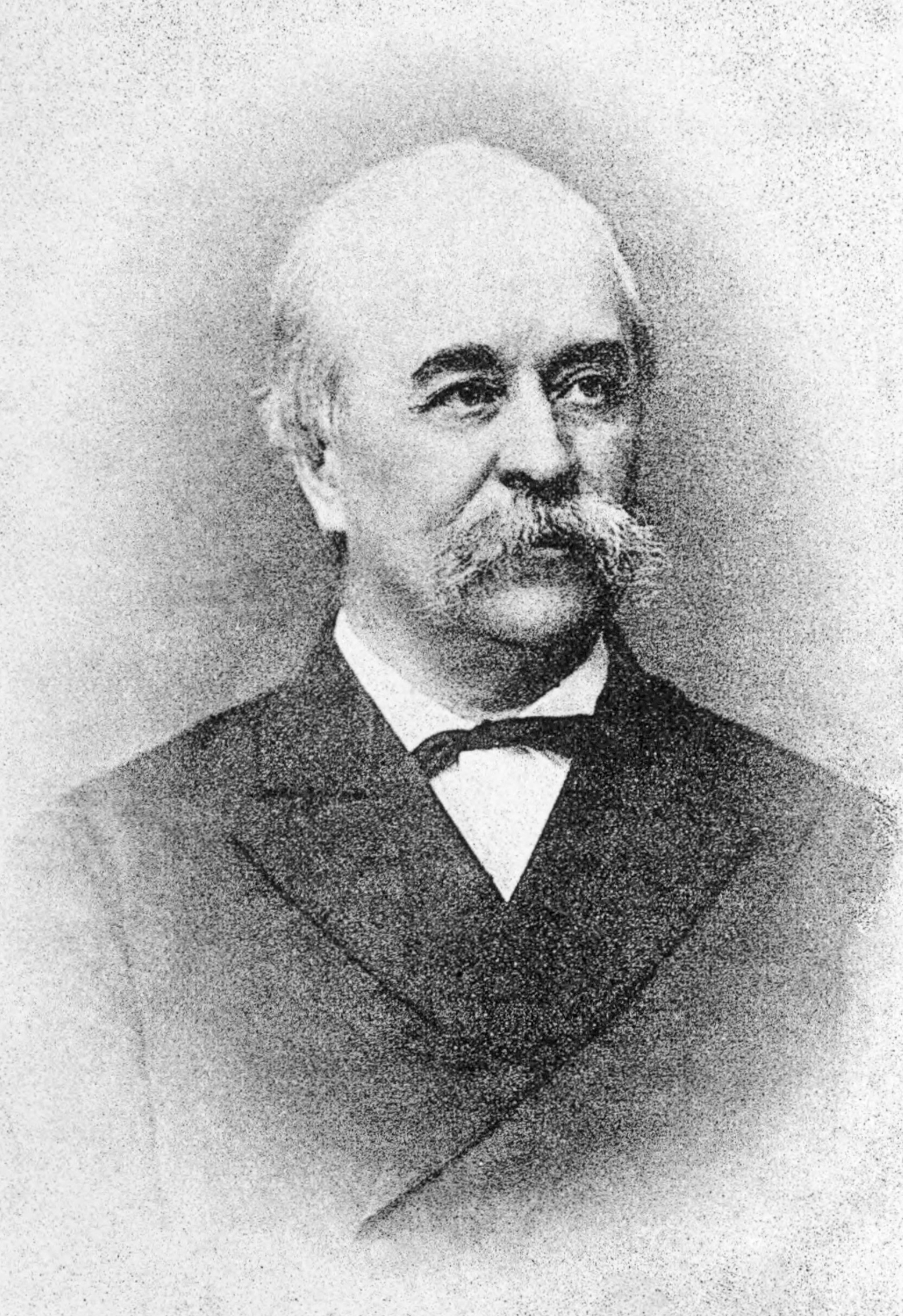
Grigori Petrowitsch Danilewski

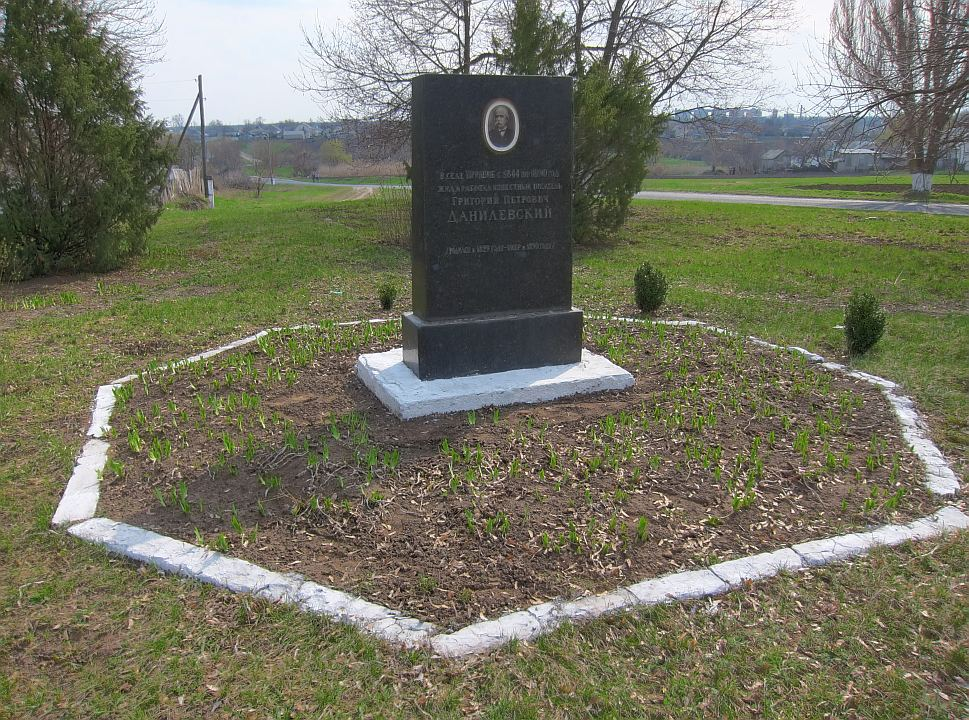
Grabmal in Prischib (Ukraine)

Grigori Petrowitsch Danilewski (russisch Григорій Петрович Данилевський, wiss. Transliteration Григо́рий Петро́вич Даниле́вский; * 14. Apriljul. / 26. April 1829greg. auf dem Gut Danilowka, Gouvernement Charkow, Ukraine, Russisches Kaiserreich; † 6. Dezemberjul. / 18. Dezember 1890greg. in Sankt Petersburg) war ein in der Ukraine geborener russischsprachiger Schriftsteller, Publizist, Übersetzer, Historiker, Ethnograph und hochrangiger Beamter (Geheimrat), der vor allem durch seine historischen Romane berühmt wurde.

## Biographie
G. P. Danilewski entstammte der Familie kosakischer Herkunft der örtlichen Gutsbesitzer. Nachdem er seinen Vater, Pjotr Iwanowitsch Danilewski, früh verloren hatte, wurde er von seiner Mutter, Ekaterina Kuptschinowa, einer gebildeten Frau und talentierten Musikerin, erzogen. Im Alter von zwölf Jahren wurde er in das Moskauer Dvoryansky-Institut (Institut des Adels) aufgenommen. Danach studierte er die Rechte an der Universität St. Petersburg, aber auch Wirtschafts-, Natur- und Literaturwissenschaften.
1849 wurde er im Zusammenhang mit dem Fall Petraschewski mit Nikolai Jakowlewitsch Danilewski verwechselt und verhaftet und musste mehrere Monate im Gefängnis der Peter-und-Paul-Festung verbringen, wurde jedoch 1850 freigelassen und erhielt seinen Abschluss, genannt Kandidatur. Von 1850 bis 1857 diente er im Unterrichtsministerium. Die Regierung, namentlich Großfürst Konstantin Nikolajewitsch, schickte in dieser Zeit die Beamten auf ethnographische Forschungsreisen in entlegene Gebiete, so auch G. P. Danilewski, der die Krim, die Mündung des Don und das Asowsche Meer sowie die Archive der Klöster in den Gouvernements Charkow, Poltawa und Kursk erforschte.
1857 nahm G. P. Danilewski seinen Abschied im Ministerium, heiratete und lebte im Gouvernement Charkow, wo er in verschiedenen Ämtern für Volksschulen und philanthropische Einrichtungen tätig war. 1869 trat er in die Redaktion des neugegründeten „Pravitelstvennyj vjestnik“ (Regierungsbote) in Petersburg ein und war von 1881 bis zu seinem Tod Chefredakteur desselben. Er wurde im Dorf Prischib im heutigen Oblast Charkiw der Ukraine begraben.

## Literarische Tätigkeit
Abgesehen von einigen kleineren Versen und Übersetzungen sammelte Danilewski in seinem ersten Werk Slobozhane (1854) eine Reihe von Geschichten über das Leben und die Traditionen der Ukraine (siehe auch: Sloboda). Sein erster Roman, Beglye v Novorossii (Flüchtlinge in Neurussland, 1862), veröffentlicht unter dem Pseudonym D. Skavronsky, brachte ihm großen Erfolg. Es folgten Beglye vorotilis (Die Rückkehr der Flüchtlinge, 1863) und Novye mesta (Neue Orte, 1867). Die Trilogie schildert die Besiedlung der ukrainischen Steppe durch entflohene Leibeigene. Die Erzählung von 1868 „Zhizn cherez sto let“ (Das Leben in hundert Jahren, 1868) war ein Science-Fiction-Werk mit Vorstellungen über das Jahr 1968.
Bekannter waren seine Romane der folgenden Jahrzehnte, publiziert in den Zeitschriften Vestnik Evropy und Russkaya Mysl. 1874 erschien Devyaty val (Die neunte Welle) über den Kampf zwischen Konservativen und Reformern in den 1860er Jahren. Im nächsten Jahr folgte Mirowitsch über den abenteuerlichen Versuch eines russischen Offiziers, den jungen Zaren Iwan Antonowitsch aus der Festung Schlüsselburg zu befreien, zunächst von der Zensur verboten und erst 1879 erschienen. Isabel Florence Hapgood nannte dies seinen besten Roman, „obwohl er sich darin unerhörte Freiheiten mit Persönlichkeiten der Epoche erlaubte.“ Danach kamen Na Indiyu pri Petre (Nach Indien in Peters Tagen, 1880), Knyazhna Tarakanova (Prinzessin Tarakanova, 1883) über die selbst ernannte Tochter der Zarin Elizabeth, Sozhzhennaya Moskva (Moskau in Flammen, 1886), über Napoleons Einmarsch in Russland im Jahre 1812 sowie Cherny god (Das schwarze Jahr, 1888) über den Pugatschow-Aufstand und außerdem eine Serie von Kurzgeschichten.
Obwohl Danilewski zu seiner Zeit populär war, sagt Dmitri Petrowitsch Swjatopolk-Mirski, auf ihn sei von den Gebildeten herabgesehen worden, die seine Romane als „abgeleitet und zweitklassig“ bezeichneten. Dan Ungurianu schreibt allerdings: „Trotz ihres Mangels an konzeptioneller und künstlerischer Integrität gehören Danilewskis Romane zu den besten Werken der historischen Fiktion dieser Zeit.“

## Ehrungen
1868 erhielt G. P. Danilewski den Uwarow-Preis (kleiner Preis) für sein Buch „Aus alten Geschichten der Ukraine“. Posthum (1962) wurde er mit einem Denkmal im Dorf Danilowka, seinem Geburtsort, geehrt. Außerdem wurde 1994 der Asteroid (3964) Danilevskij nach ihm benannt.

## Werke

### Deutsche Übersetzungen
- Danilevskij, Grigorij P.: Die Pioniere des Ostens (1874), in: Reclams Universalbibliothek, Übersetzer: Philipp Löbenstein, Digitalisat der Bayerischen Staatsbibliothek
- Danilewski, Gregor: Eine Familienchronik, Leipzig 1874, in: Reclams Universalbibliothek, Übersetzer: Philipp Löbenstein, Zusammenfassung mit Link zum E-Book auf mobileread
- Danilewski, Gregor: Die Nonnenklöster in Rußland (Dewjati Wal) (1876), in: Reclams Universalbibliothek, Übersetzer: Philipp Löwenstein, Google Digitalisat
- Danilewski, Gregor: Potemkin an der Donau 1790, Leipzig 1879, in: Reclams Universalbibliothek, Übersetzer: Philipp Löbenstein, Zusammenfassung mit Link zum E-Book auf mobileread
- Danilewski, Gregor: Mirowicz und der gefangene Czar Iwan Antonowicz, Leipzig 1880, in: Reclams Universalbibliothek, Übersetzer: Philipp Löbenstein, Zusammenfassung mit Link zum E-Book auf mobileread
- Grigorij P. Danilewsky, Brennendes Moskau. Historischer Roman., Progress-Verlag Fladung 1958, Übersetzer: Nikolai von Michalewsky
- G. P. Danilewski, Moskau in Flammen. Historischer Roman, Verlag der Nation, Berlin 1987, ISBN 3-373-00213-3, Übersetzerin: Ena von Baer

### Sekundärliteratur
- Philipp Löbenstein, Vorwort, in: Gregor Danilewski, Die Pioniere des Ostens. Ein nationales Charakterbild, Reclam Leipzig 1874, S. 3–10
- Rainer Rosenberg, Nachwort, in: G. P. Danilewski, Moskau in Flammen. Historischer Roman, Verlag der Nation, Berlin 1987, ISBN 3-373-00213-3, S. 287–294